# Новак, Ян (словацкий футболист)
Ян Но́вак (словац. Ján Novák; 6 марта 1985, Требишов, Чехословакия) — словацкий футболист, нападающий. Выступал в сборной Словакии.

## Карьера

### Клубная
Воспитанник клуба «Славой» из родного города Требишов, в котором начал и профессиональную карьеру в 2004 году и в составе которого выступал до 2006 года, после чего перешёл в клуб «Кошице» из одноимённого города. В своём первом сезоне за «Кошице» провёл 20 игр в чемпионате, в которых забил 2 гола и 1 матч в Кубке Словакии. Гораздо более успешным для Яна стал следующий сезон 2007/08, в котором он провёл 23 игры в чемпионате и забил 17 мячей в ворота соперников, став, благодаря этому, лучшим бомбардиром чемпионата. Примечательно, что 8 из 17 мячей Ян забил в двух подряд играх чемпионата, что стало уникальным достижением для словацкого футбола. Кроме этого, сыграл 5 игр в Кубке, в которых забил 3 мяча. В сезоне 2008/09 сыграл уже в 30 матчах команды в лиге, однако, забил в них только 12 мячей, зато в Кубке провёл 7 матчей и забил 6 мячей, один из которых в прошедшем в городе Сенец финальном матче против клуба «Артмедиа Петржалка», завершившемся победой «Кошице» со счётом 3:1. Сыграл Новак и в прошедшем в городе Долны Кубин матче за Суперкубок Словакии 2009 года против чемпиона страны братиславского «Слована», в котором, однако, «Кошице» потерпел поражение со счётом 0:2. В сезоне 2009/10 сыграл 4 матча в предварительных раундах Лиги Европы, забил 5 мячей, 3 из которых в ворота римского клуба «Рома» в плей-офф раунде, что, однако, не помогло «Кошице», уступившему по сумме двух матчей с общим счётом 4:10 (3:3 дома и 1:7 на выезде). По некоторым данным, своей результативностью Ян привлёк внимание английского «Фулхэма».

### В сборной
В составе главной национальной сборной Словакии дебютировал 20 мая 2008 года, выйдя на замену Мартину Петрашу в самом конце проходившего в немецком Билефельде товарищеского матча со сборной Турции, в котором словаки потерпели поражение со счётом 0:1. 6 июня 2009 года дебютировал в отборочном цикле к чемпионату мира 2010 года, выйдя на замену во втором тайме проходившего в Братиславе матча против сборной Сан-Марино, в котором его команда разгромила соперника со счётом 7:0.

## Достижения

### Командные
«Жилина»
- Чемпион Словакии: 2011/12
- Обладатель Кубка Словакии: 2011/12

«Кошице»
- Обладатель Кубка Словакии: 2008/09

### Личные
«Кошице»
- Лучший бомбардир чемпионата Словакии: 2007/08 (17 мячей)

## Личная жизнь
Любимая сборная — Бразилия, любимый клуб — «Барселона», любимый футболист — Лионель Месси.